# Warszawa Żwirki i Wigury
Warszawa Żwirki i Wigury – przystanek osobowy usytuowany na linii kolejowej nr 8 Warszawa Zachodnia−Kraków Główny, w Warszawie, w dzielnicy Ochota, przy ul. Żwirki i Wigury. 

## Historia
Przystanek został wybudowany w ramach modernizacji odcinka Warszawa Zachodnia−Warszawa Okęcie linii kolejowej nr 8 i oddany do eksploatacji we wrześniu 2008 roku.

## Ruch pasażerski[4]
| Rok  | Wymiana pasażerska na dobę |
| ---- | -------------------------- |
| 2017 | 1600                       |
| 2018 | 2200                       |
| 2019 | 1200                       |
| 2020 | 700-999                    |
| 2021 | 700-999                    |
| 2022 | 1000                       |
| 2023 | 1200                       |

## Połączenia
| Przewoźnik         | Linia | Trasa                                                                                           |
| ------------------ | ----- | ----------------------------------------------------------------------------------------------- |
| SKM Warszawa       | S2    | Sulejówek Miłosna - Warszawa Śródmieście – Warszawa Żwirki i Wigury – Warszawa Lotnisko Chopina |
| SKM Warszawa       | S3    | Warszawa Lotnisko Chopina – Warszawa Żwirki i Wigury – Warszawa Centralna – Legionowo           |
| SKM Warszawa       | S4    | Piaseczno – Warszawa Żwirki i Wigury – Warszawa Gdańska – Zegrze Południowe                     |
| SKM Warszawa       | S40   | Piaseczno – Warszawa Żwirki i Wigury – Warszawa Gdańska – Wieliszew/Radzymin                    |
| Koleje Mazowieckie | RL    | Warszawa Lotnisko Chopina – Warszawa Żwirki i Wigury – Warszawa Centralna –Modlin               |
| Koleje Mazowieckie | R80   | Warszawa Gdańska – Warszawa Żwirki i Wigury – Radom Główny                                      |

## Opis

### Wejścia na perony
Przy peronach, od strony wschodniej znajduje się wiadukt nad torami w ciągu ul. Żwirki i Wigury. Stanowi on przejście nadziemne dla pieszych. Z poziomu wiaduktu na perony prowadzą schody oraz windy dla niepełnosprawnych. Na jeden z peronów można także wejść od ulicy Drygały.

## Infrastruktura
Obiekt posiada dwa perony jednokrawędziowe i znajdujące się pomiędzy nimi dwa tory szlakowe linii kolejowej nr 8.

## Dojazd
Do przystanku można dojechać autobusami wysiadając w zespole przystankowym Baleya lub Novotel.